# 雷韦克
雷韦克（荷蘭語：Reeuwijk，[ˈreːuʋɛik] ⓘ）是荷兰南荷兰省的一个旧市镇。总人口12,645（2007年）。总面积50.11 km²，其中11.89 km² 为水域。2011年1月1日，雷韦克与市镇博德赫拉芬合并为新市镇博德赫拉芬-雷韦克。